# 인천하늘중학교
인천하늘중학교(仁川하늘中學校)는 대한민국 인천광역시 중구 운남동에 있는 공립 중학교이다.

## 학교 연혁
- 2019년 12월 2일 : 인천하늘중학교 착공일
- 2021년 2월 5일 : 인천하늘중학교 학교설립인가
- 2021년 3월 1일 : 초대 정재영 교장 취임
- 2021년 3월 2일 : 1학년 10학급 293명 입학, 2학년 1학급 22명 전입
- 2023년 2월 8일 : 제1회 졸업 (32명)
- 2023년 3월 1일 : 제2대 정경순 교장 취임
- 2024년 3월 4일 : 1학년 10학급 340명 입학

## 참고 자료
- 인천하늘중학교 - 한국교육학술정보원 학교알리미